# Tmesisternus arfakianus
Tmesisternus arfakianus è una specie di coleottero del genere Tmesisternus, famiglia Cerambycidae. Fu descritta scientificamente da Gestro nel 1876 e abita frequentemente le foreste tropicali della zona occidentale della Papua Nuova Guinea. È una specie che raggiunge dimensioni di 11 mm.